# Serious Sam: Pierwsze starcie
Serious Sam: Pierwsze starcie (ang. Serious Sam: The First Encounter) – gra komputerowa z gatunku first-person shooter wyprodukowana przez chorwackie studio Croteam, wydana 22 marca i 10 maja 2001 roku na świecie i w Polsce. 24 listopada 2009 roku gra została ulepszona i wydana ponownie jako Serious Sam HD: The First Encounter na silniku graficznym Serious Engine 3.

## Fabuła
Głównym bohaterem jest Sam "Serious" Stone. Akcja gry toczy się w przeszłości w starożytnym Egipcie. W Serious Sam: Pierwsze starcie ludzkość osiągnęła zaawansowany poziom techniki, pozwoliła ona ludziom na przeprowadzenie podróży międzygwiezdnych. Podczas jednej z podróży ludzkość napotkała na zło zwane Mentalem, wcielenie ostatniego z nieśmiertelnych Tah-um wcześniej dla zabawy unicestwiło ono całe cywilizacje. Okazuje się, że na ziemi została pozostawiona przez wymarłą cywilizację Syriusza – broń „Timelock”, dzięki której Serious Sam zostaje przeniesiony do czasów starożytnego Egiptu. Gra została oparta na zaawansowanym silniku graficznym.

## Rozgrywka
Serious Sam: Pierwsze starcie jest szybkim first-person shooterem, w którym gracz walczy z setkami przeciwników - W grze istnieje możliwość walki z ponad pięćdziesięcioma przeciwnikami w jednym starciu. W grze oddano obszar o powierzchni ponad 1000 mil kwadratowych. Do dyspozycji Sama oddano wiele broni, w tym nóż, rewolwer, shotgun, minigun, czy też wyrzutnie rakiet i granatów Zastosowano trójwymiarowy dźwięk przestrzenny oraz dodano edytor poziomów gry, gra zawiera tryb gry wieloosobowej za pośrednictwem sieci lokalnej (LAN) lub Internetu.

## Odbiór gry
Gra spotkała się z ciepłym odbiorem recenzentów - CD-Action umieścił ją na 64 miejscu wśród 100 najlepszych gier w roku 2004, nazywając ją "wielkim powrotem do korzeni gatunku FPS"

## Serious Sam HD: The First Encounter
24 listopada 2009 roku firma Croteam ponownie wydała grę jako Serious Sam HD: The First Encounter. 24 listopada 2009 roku gra ukazała się również w Stanach Zjednoczonych. Croteam skupiło się na poprawieniu oprawy wizualnej (bazowano na silniku Serious Engine 3). Gra została wydana w ramach cyfrowej dystrybucji. Grę wydano 13 stycznia 2010 roku na konsolę Xbox 360.